# Actinostephanus haeckeli
Genre
Espèce
Actinostephanus haeckeli, l'Anémone couronne d'épines, est une espèce d'anémones de mer de la famille des Actinodendronidae. C'est la seule espèce de son genre (monotypique) Actinostephanus.

## Description

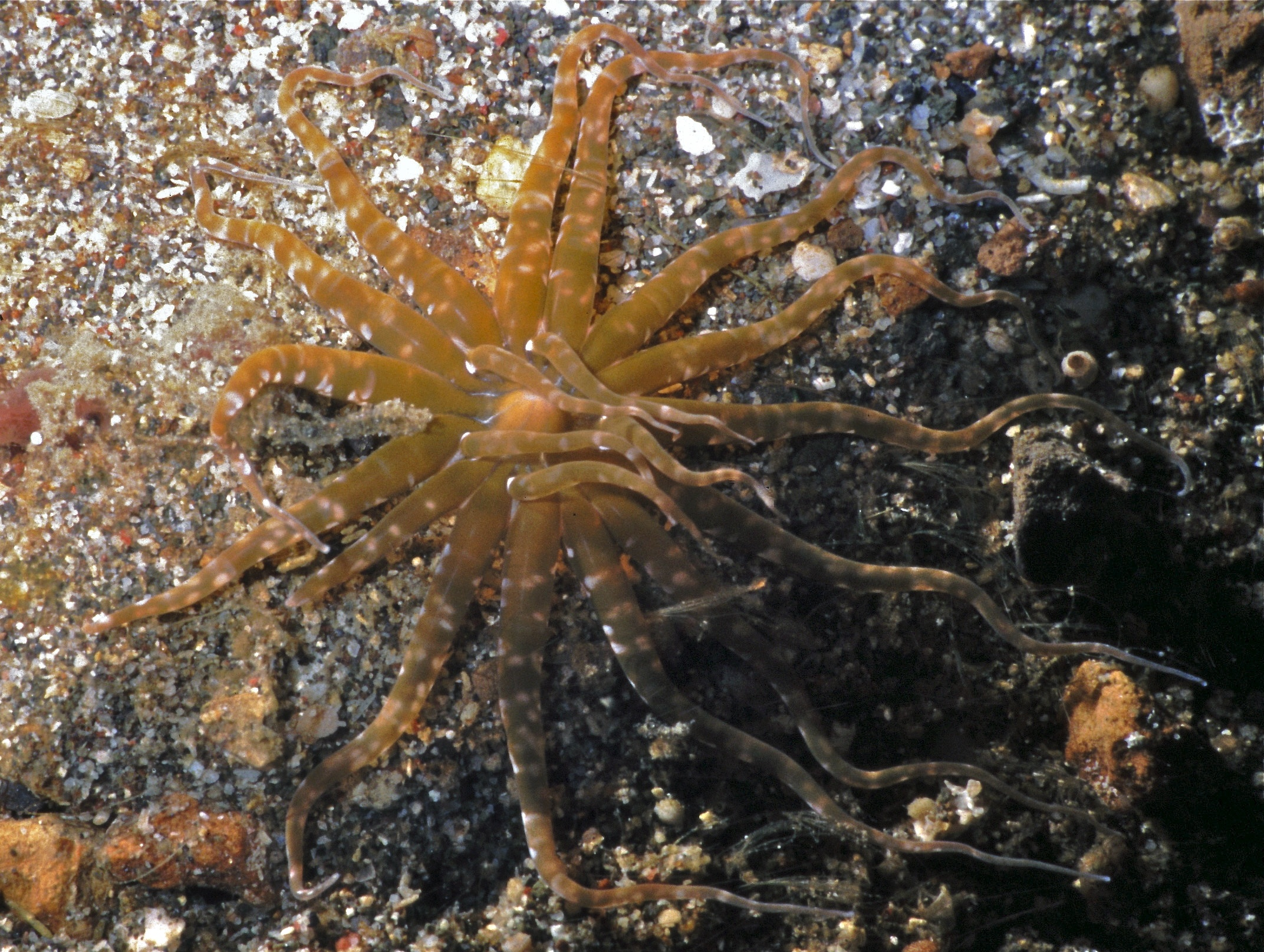
Actinostephanus haeckeli (Sulawesi, Indonésie)